# Prašník
Prašník (Hongaars:Prasnikirtvány) is een Slowaakse gemeente in de regio Trnava, en maakt deel uit van het district Piešťany.
Prašník telt 851 inwoners.